# Vila Karla a Boženy Svobodových
Vila Karla a Boženy Svobodových je funkcionalistická vila z roku 1934, situovaná v plzeňské vilové čtvrti Lochotín.

## Historie
Investorem vily byl plzeňský obchodník a předseda správní rady Měšťanského pivovaru Karel Svoboda, který společně s manželkou Boženou zvolil pro obytný dům místo s výhledem na město Plzeň. Stavba dle projektu architekta Jaroslava Čady byla realizována v letech 1933 - 34 a realizovala ji stavební firma Ing. Františka Němce. Konstrukční řešení domu navrhl bratr investora, Ing. Jaroslav Svoboda.
Rodina Svobodových byla v roce 1952 z vily vystěhována a vila začala sloužit jako studentské domovy. Později zde fungovala krajská politická škola, která iniciovala novou výstavbu v letech 1972–74 (nová budova školy v zahradě) a 1980 (zazdění původně otevřených lodžií).
Po roce 1989 byl objekt vrácen původním majitelům. Prošel opravou a slouží jako administrativní budova.
V roce 2001 byl dům prohlášen kulturní památkou.

## Architektura
Vila ve funkcionalistickém stylu má dvě obytná podlaží. V přízemí bylo navrženo zázemí domu (kuchyně, pokoje personálu...), v prvním patře pak soukromá část bytu. Obě podlaží jsou propojena halou. Přísně hranaté vnější tvary domu narušuje půlválcové prosklené schodiště.
V interiéru budovy se nachází některé původní prvky, například původní obložení stěn, mramorové krby, a také části původního zařízení (osvětlovací tělesa, vestavěný sekretář...).

## Zajímavost
Ještě před zahájením stavby samotného domu vznikl na pozemku tenisový kurt s pavilonem s prosklenými nárožími (stavitel Jan Špalek st.). Na tenis sem jezdil například Vlasta Burian nebo Karel Koželuh. Nová budova krajské politické školy stojí právě v místě bývalých tenisových kurtů.